# Phyllostachys pubescens heterocycla Kikko

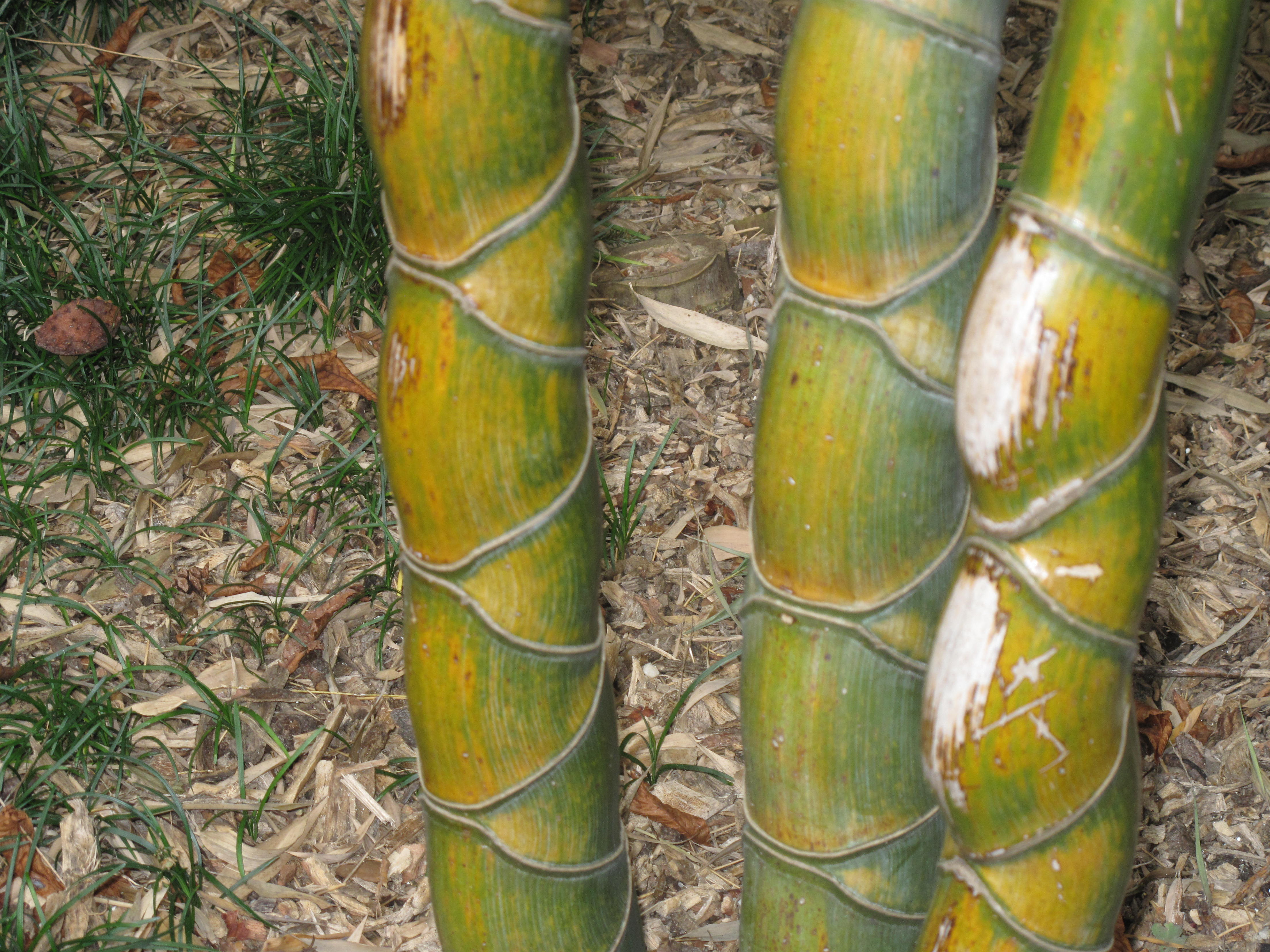
Tige caractéristique.

Le Phyllostachys pubescens heterocycla Kikko est une espèce de bambou présentant des nœuds obliques, qui sont dus à une mutation génétique. Sa taille moyenne est de 8 mètres, avec un feuillage dense. Étant plutôt rare, on le trouve souvent isolé, comme c'est le cas à la bambouseraie de Prafrance. Il aime la chaleur et l'humidité, mais peut supporter des températures assez basses, et même négatives... 
Il est plutôt utilisé avec une fonction décorative, étant donné l'aspect particulier de sa canne.